# Jogo eletrônico de plataforma

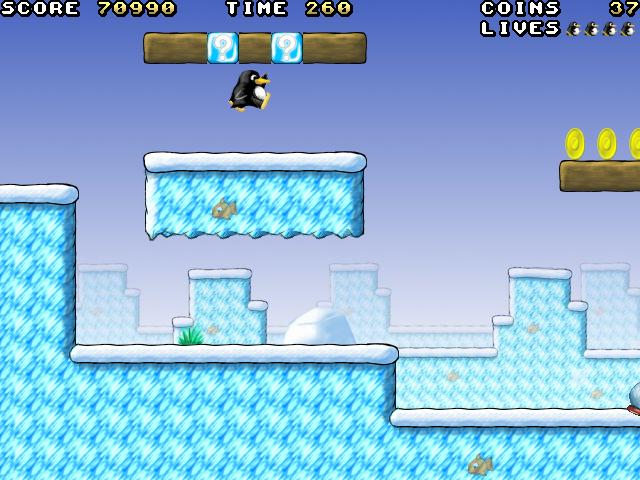
SuperTux é um jogo de plataforma baseado em Super Mario Bros.

Jogo eletrônico de plataforma, também conhecido como jump 'n' run em inglês, é um subgênero de jogos eletrônicos de ação em que o objetivo principal é mover o personagem do jogador entre pontos em um ambiente, correr e pular entre plataformas e obstáculos, enfrentando inimigos e coletando objetos. Os jogos de plataforma são caracterizados por níveis que consistem em terrenos irregulares e plataformas suspensas de altura variável que exigem pular e escalar para atravessar. Outras manobras acrobáticas podem influenciar a jogabilidade, como balançar de vinhas ou ganchos, pular de paredes, correr no ar, planar no ar, ser baleado por canhões, ou saltando de trampolins. Jogos em que o salto é totalmente automatizado, como os jogos tridimensionais da série The Legend of Zelda, estão fora do gênero.
O gênero começou com o jogo eletrônico de arcade de 1980, Space Panic, que inclui escadas, mas não saltos. Donkey Kong, lançado em 1981, estabeleceu um modelo para o que inicialmente foi chamado de "jogos de escalada". Donkey Kong inspirou muitos clones e jogos com elementos semelhantes, como Miner 2049er (1982).
Durante seu pico de popularidade no final dos anos 1980 e início dos anos 1990, estima-se que os jogos de plataforma consistam entre um quarto e um terço de todos os jogos de console, mas desde então foram suplantados pelos jogos de tiro em primeira pessoa. Em 2006, o gênero experimentou um declínio na popularidade, representando uma participação de mercado de 2% em comparação com 15% em 1998. Os jogos de plataforma ainda estão sendo lançados comercialmente, incluindo alguns que venderam milhões de cópias.

## Nomes
Vários nomes foram usados nos anos seguintes ao lançamento do primeiro jogo consagrado do gênero, Donkey Kong (1981). Shigeru Miyamoto originalmente o chamou de "jogo de correr/pular/escalar" enquanto o desenvolvia. Miyamoto costumava usar o termo "jogo atlético" para se referir a Donkey Kong e jogos posteriores do gênero, como Super Mario Bros. (1985).
Donkey Kong gerou outros jogos com uma mistura de corrida, salto e travessia vertical, um novo gênero que não combinava com o estilo de jogos anteriores, deixando jornalistas e escritores para oferecer seus próprios termos. Computer and Video Games entre outras, referiu-se ao gênero como jogos do tipo "Donkey Kong" ou "estilo Kong". "Jogos de escalada" foi usado no livro de Steve Bloom, Video Invaders, de 1982, e nas revistas de 1983, Electronic Games (EUA) — que exibiu um artigo de capa chamado "Guia do jogador para jogos de escalada" — e TV Gamer (Reino Unido). Bloom definiu "jogos de escalada" como títulos em que o jogador "deve escalar da parte inferior da tela até o topo, evitando e/ou destruindo os obstáculos e inimigos que você invariavelmente encontra ao longo do caminho". Sob esta definição, ele listou Space Panic (1980), Donkey Kong e Frogger (1981) como jogos de escalada.
Em dezembro de 1982, a Creative Computing revisou o jogo Beer Run para Apple II, com o revisor usando um termo diferente: "Vou chamar isso de jogo de escada, como no 'gênero de escada', que inclui Apple Panic e Donkey Kong." Esse rótulo também foi usado pela revista Video Games Player em 1983, quando nomeou o port para Coleco de Donkey Kong como "Jogo de Escada do Ano".
Outro termo usado no final dos anos 1980 a 1990 foi "jogos de ação com personagens", em referência a jogos como Super Mario Bros., Sonic the Hedgehog, e Bubsy. Também foi aplicado de forma mais geral a jogos eletrônicos de rolagem lateral, incluindo jogos eletrônicos de corrida e arma, como Gunstar Heroes.
Jogo de plataforma tornou-se um termo padrão no final dos anos 1980, popularizado por seu uso na imprensa do Reino Unido. Em 1989, as revistas britânicas estavam usando o termo "jogos de plataforma" para se referir ao gênero; exemplos incluem referir-se ao "molde Super Mario" (como Kato-chan e Ken-chan) como jogos de plataforma, ou chamar Strider de um jogo de "plataforma e escadas.

## História

### Movimento de tela única
Os jogos de plataforma surgiram no início dos anos 80. A maioria dos primeiros exemplos de jogos de plataforma estava confinada a um campo de jogo estático, geralmente visto de perfil, e era baseada na mecânica de escalada entre as plataformas, em vez de pular. Space Panic, um lançamento arcade de 1980 pela Universal, às vezes é creditado como o primeiro jogo de plataforma. Outro precursor do gênero de 1980 foi Crazy Climber, da Nichibutsu, no qual o personagem do jogador escala verticalmente arranha-céus. O jogo não-lançado do Intellivision de 1979, Hard Hat, tem um conceito semelhante.
Donkey Kong, um jogo de arcade criado pela Nintendo e lançado em julho de 1981, foi o primeiro jogo a permitir que os jogadores saltassem obstáculos e lacunas. É amplamente considerado o primeiro jogo de plataforma. Ele introduziu Mario sob o nome de Jumpman. Donkey Kong foi portado para muitos consoles e computadores na época, notavelmente como o jogo pack-in de venda do sistema para ColecoVision, e também uma versão portátil da Coleco em 1982. O jogo ajudou a consolidar a posição da Nintendo como um nome importante na indústria de jogos eletrônicos internacionalmente.
No ano seguinte, Donkey Kong recebeu uma sequência, Donkey Kong Jr., e mais tarde Mario Bros., um jogo cooperativo para dois jogadores. Ele lançou as bases para outros jogos de plataforma cooperativos para dois jogadores, como Fairyland Story e Bubble Bobble. A partir de 1982, surgiram jogos de transição que não usavam gráficos de rolagem, mas tinham níveis que abrangem várias telas conectadas. O Pitfall! de David Crane para o Atari 2600, com 256 telas conectadas horizontalmente, tornou-se um dos jogos mais vendidos do sistema e foi um avanço para o gênero. Smurf: Rescue in Gargamel's Castle foi lançado no ColecoVision no mesmo ano, adicionando terreno irregular e panorâmicas de rolagem entre telas estáticas. Manic Miner (1983) e sua sequência Jet Set Willy (1984) continuaram esse estilo de níveis de tela múltipla em computadores domésticos . Wanted: Monty Mole ganhou o primeiro prêmio de Melhor Jogo de Plataforma em 1984 da revista Crash. Mais tarde naquele mesmo ano, Epyx lançou Impossible Mission, e Parker Brothers lançou Montezuma's Revenge, que expandiu ainda mais o aspecto de exploração.

## Exemplo
O gênero de plataforma tem alguns de seus exemplares bem conhecidos como as séries Super Mario, Donkey Kong, Mega Man, Crash Bandicoot, Banjo-Kazooie, Prince of Persia, Metal Slug, Castlevania, Metroid, Sonic, Aladdin e Contra. Esses são alguns exemplos de jogos clássicos de plataformas bem famosos e conhecidos por muitos jogadores até os dias hoje.